# نیلز هولم
 نیلز هولم (انگلیسی: Nils Holm؛ زاده ۳۰ اکتبر ۱۹۶۹) یک تنیس‌باز اهل سوئد است.